# ヤニック・ストピラ
ヤニック・ストピラ（フランス語: Yannick Stopyra、1961年1月9日-）は、フランス・トロワ出身の元サッカー選手、現役時のポジションはFW。クラブでは主にFCソショー＝モンベリアルとトゥールーズFCで活躍した。

## 略歴
フランス代表として1986 FIFAワールドカップに出場するなど、33試合に出場、11ゴールを挙げた。1986年のメキシコワールドカップではパパンとポジションを争うも、ハンガリー戦とイタリア戦でゴールを挙げるなど、チームは3位に入賞した。

## タイトル
- 代表

アルテミオ・フランキ・トロフィー : 1985
1986 FIFAワールドカップ : 3位